# José Enrique Rodó (ville)
José Enrique Rodó est une ville de l'Uruguay située dans le département de Soriano. Sa population est de 2 113 habitants.

## Histoire
José Enrique Rodó a reçu le statut de ville le 17 novembre 1964.

## Population
| Année | Population |
| ----- | ---------- |
| 1963  | 1 320      |
| 1975  | 1 788      |
| 1985  | 1 661      |
| 1996  | 1 853      |
| 2004  | 2 113      |

Référence,.